# Stahlbronze

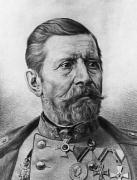
Franz Freiherr von Uchatius
(1811–1881)

Die sog. Stahlbronze oder Uchatiusbronze ist eine von Franz von Uchatius entwickeltes Verfahren zur Erzeugung von Hartbronze, die insbesondere in der Österreichisch-Ungarischen Artillerie verwendet wurde. Mit dieser Geschützbronze konnte Uchatius Geschütze herstellen, die ähnlich leistungsfähig, aber erheblich preiswerter waren als vergleichbare Geschütze aus Stahl. Auch machte diese Entwicklung Österreich bei der Geschützerzeugung vom Ausland unabhängig. Das erste Geschütz aus Uchatius-Bronze wurde 1874 gegossen. Bald war die gesamte Österreichisch-Ungarische Feldartillerie mit Geschützen aus diesem Material ausgestattet. Die Stahlbronze galt zum Zeitpunkt seiner Entstehung als äußerst fortschrittliches Material und Geschützrohre aus Stahlbronze waren den klassischen Geschützrohren aus Bronze deutlich überlegen. Im Ersten Weltkrieg war die Stahlbronze als Werkstoff für Geschützrohre technisch überholt.
Von der Stahlbronze ist das sogenannte Uchatius-Verfahren zu unterscheiden. Beim Uchatius-Verfahren geht es um die Herstellung von Stahl, während Stahlbronze hingegen Bronze ist, die stahlähnliche Eigenschaft aufweist.
Ebenfalls als Stahlbronze wird ein Werkstoff aus Sondermessing bezeichnet. Die Sondermessinge werden bisweilen fälschlicherweise als Bronzen bezeichnet. Diese Legierungen haben einen Kupferanteil von durchaus unter 60 %, Bronze hat per Definition mindestens 60 % Kupferanteil. Der Werkstoff mit der Werkstoffnummer 2.0596.01 wurde Stahlbronze wegen seiner hohen Festigkeit genannt. Der Kupferanteil beträgt aber 55%-66%.

## Geschichte

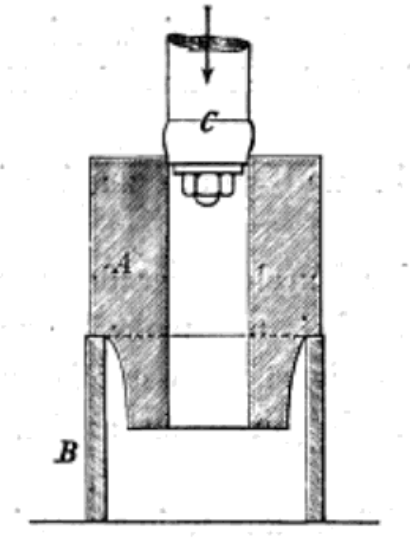
Stahldorn wird in die Laufseele getrieben um diese auf das gewünschte Kaliber zu weiten

Uchatius behauptete, seine Stahlbronze sei eine Weiterentwicklung. Er nennt in seinem Vortrag hierzu die Gusstechniken des Franzosen Laveissière und die Arbeiten des russischen Oberst Lawrow. Der Ausgangspunkt für die Stahlbronze war das Jahr 1872 als Erzherzog Wilhelm Uchatius ein Stück russischer Bronze, welche im flüssigen Zustand gepresst wurde, verschafft hatte. Uchatius stellte fest, dass ihre Eigenschaften der herkömmlich hergestellten Bronze überlegen war. Dieses Verfahren wurde schon 1865 von Joseph Whitworth patentiert.
Auf der Wiener Weltausstellung 1873 besuchte Uchatius den Stand der Pariser Firma Société J. Laveissière et Cie und lernte den modernen französisch Kokillen-Guss kennen. Uchatius machte Versuche mit dem modernen Kokillen-Guss und stellte fest, dass Kühlung entscheidend für die Güte des Materials ist, denn die Außenseite der Kokillenbronze, nach dem sie kaltgewalzt wurde, war der gepressten Bronze ebenbürtig. Das war entscheidend, denn Kokillenbronze war viel einfacher herzustellen als gepresste Bronze.
Um auch die Innenseite zu kühlen, wandte Uchatius zunächst den von Thomas Jackson Rodman 1862 entwickelten Hohlguss mit einem wassergekühlten Rohr an. Da die Ergebnisse nicht zufriedenstellen waren, experimentierte er weiter und fand heraus, dass eine massive Kupferstange die Innenseite am besten kühlt. Nachdem der Geschützrohling erkaltet war, wurde der Lauf samt Kupferstange herausgebohrt, aber nicht wie sonst üblich auf das notwendige Kaliber, sondern schmäler. Die innere Bohrung wurde dann nacheinander durch immer dickere werdende, kegelförmige Stahlzylinder auf das notwendige Kaliber mittels einer starken Presse aufgedehnt. Diese mechanische Bearbeitung steigerte die Härte und Festigkeit der Innenwand.
Doch schon im Jahre 1869 erlangte Samuel B. Dean für die Firma South Boston Iron Company ein Patent für ein Verfahren zur Bronzeverarbeitung. Auch hier wurden nacheinander größer werdende Stahldorne in den Gussrohling getrieben, um die Innenwand zu stärken. Es ist im Nachhinein nicht klar, ob Uchatius dieses amerikanische Patent bekannt war, wurde es doch auf dem europäischen Kontinent nicht verwendet.
Der Erfinder der Phosphorbronze Carl Künzel behauptet hingegen, Uchatius hätte seine Forschungsergebnisse übernommen. Hierzu veröffentlichte er einen Briefwechsel, den er mit Uchatius hatte. Künzel wollte damit beweisen, dass Uchatius auf Grundlage seiner Forschungsergebnisse die Stahlbronze entwickelt hätte. Uchatius stritt dies ab, da bei seiner Erfindung gar kein Phosphor verwendet wurde und das Verfahren anders ist. Bei dem Verfahren von Künzel hämmert man den erwärmten Rohling über einen hingestreckten eisernen Dorn. Aus Italien kamen Stimmen, wonach Uchatius lediglich die in dem Buch „Esperienze mechaniche sulla resistenza dei principali metalli da bocce di fuoco“ von Oberst Rosset aus dem Jahr 1874 geschilderte Vorgangsweise kopiert hätte. Uchatius konnte nachweisen, dass seine Versuche mit dem Material vor dem Erscheinen des Buchs schon begonnen wurden und, dass sein Verfahren deutlich ausgereifter war, als das von Rosset.
Der Nachfolger von Uchatius, Friedrich Thiele, versuchte die Geschützherstellung weiter zu verbessern. Er entwickelte die Schmiedebronze, welche eine verbesserte Form der Stahlbronze ist. Im Unterschied zur Stahlbronze enthält sie einen Anteil Phosphor und wurde kalt geschmiedet. Erstmals wurde die Schmiedebronze bei dem Geschütz 9 cm Feldkanone M.75/96 verwendet.

## Verfahren
Die Stahlbronze bestehend aus 92 % Kupfer und 8 % Zinn wurde in Kokillen gegossen. Mit eingegossen wurde eine massive Kupferstange um die Wärme gleichmäßig abzuführen was zu einer gleichmäßigen Beschaffenheit der Bronze führte. Die Kupferstange wurde nach dem Erkalten herausgebohrt. Die Legierung für die Stahlbronze war die gleiche Geschützbronze, aus der schon früher Geschützrohre gegossen wurden. Durch Kaltwalzen erlangte sie jedoch die mit Stahl vergleichbare Festigkeit, Elastizität und Härte. Für die Herstellung von Geschützrohren wurde die Seele durch immer dicker werdende Stahldorne auf das erforderliche Kaliber kaltgewalzt. (Vergleich hierzu auch Autofrettage).

## Stahlbronze in der Geschützherstellung

### Österreich-Ungarn

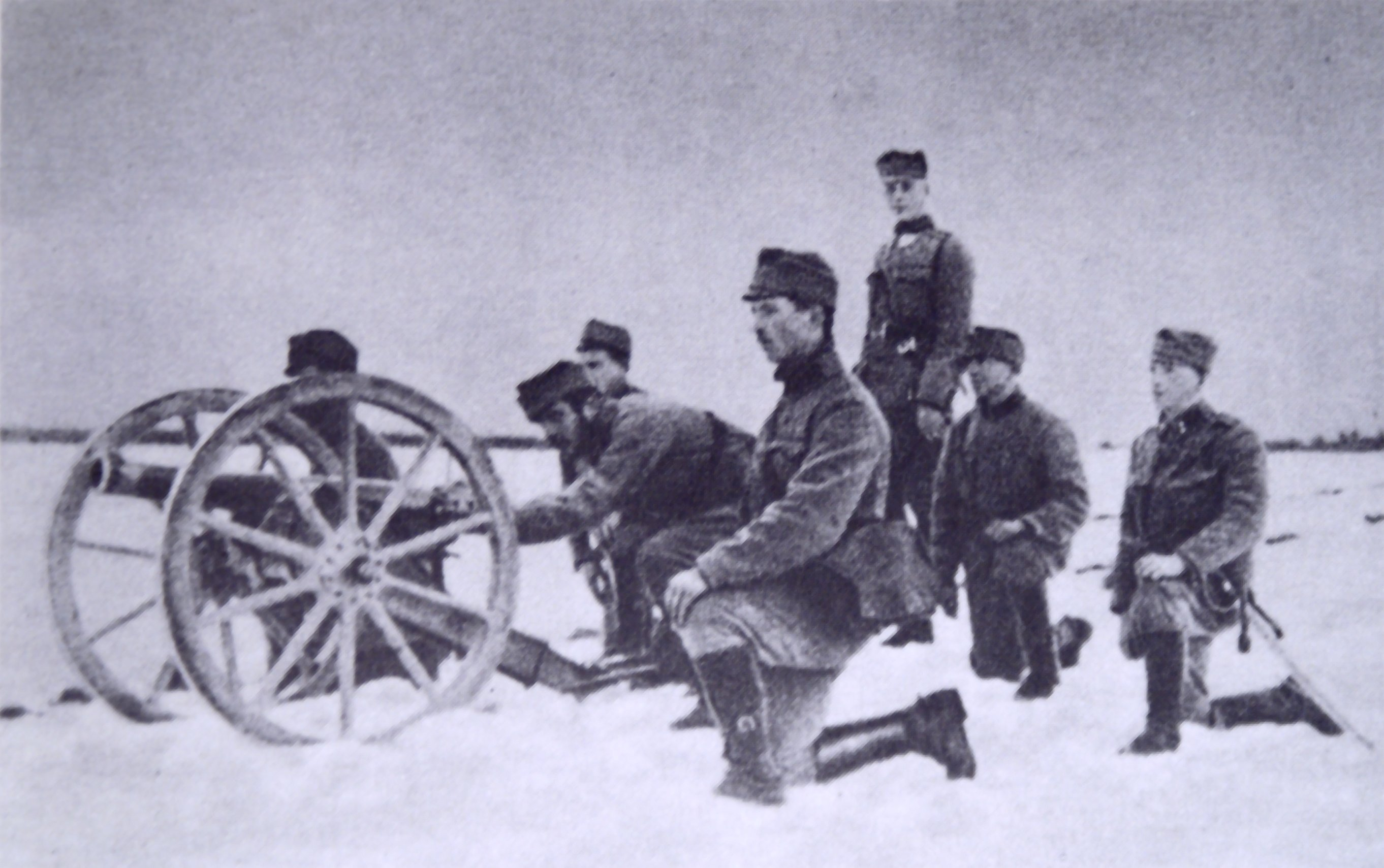
7-cm-Gebirgskanone M. 75, eins der ersten Geschützmodelle mit Stahlbronzerohr

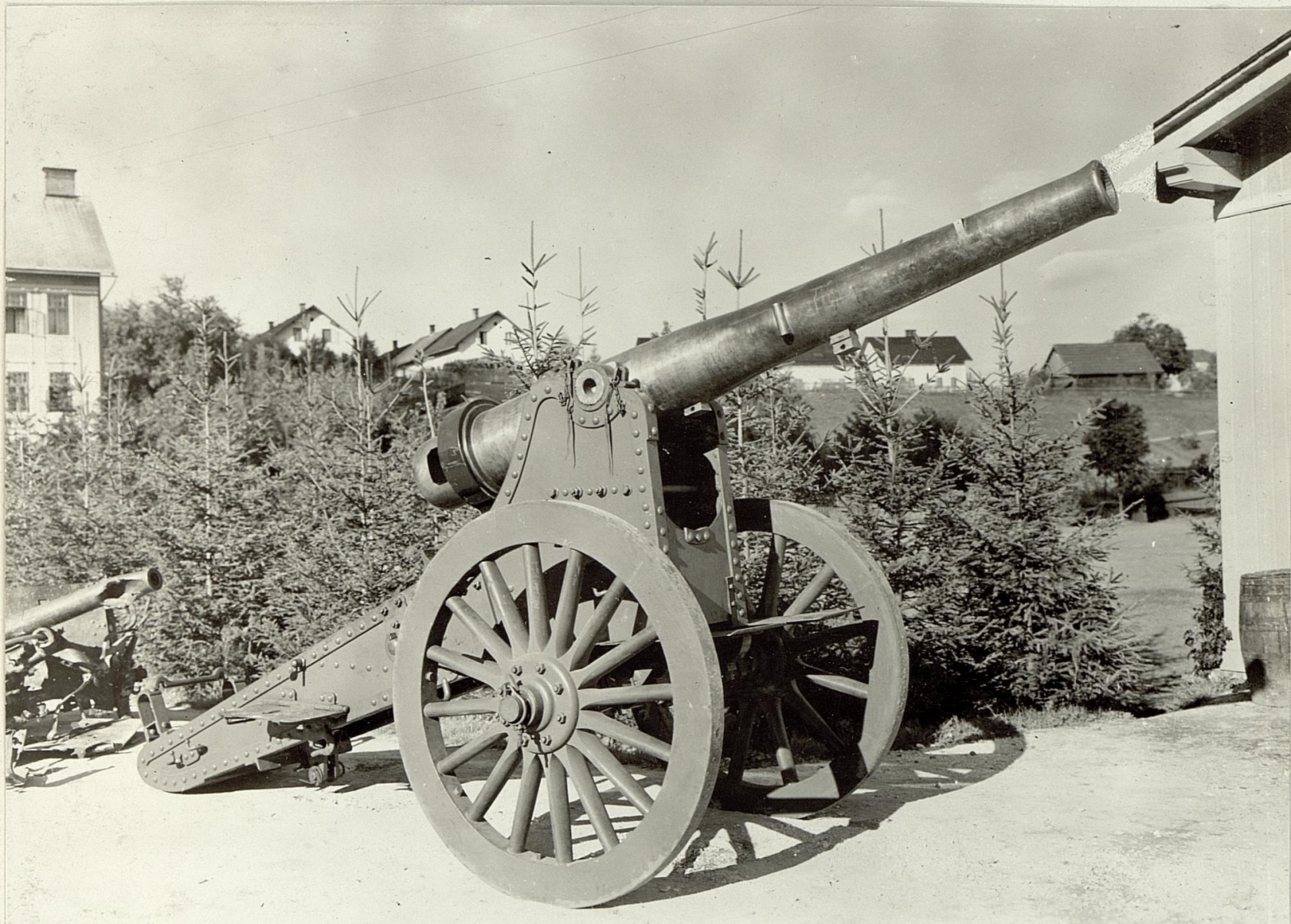
12-cm-Kanone M. 80, eins der größten Geschützmodelle mit Stahlbronzerohr

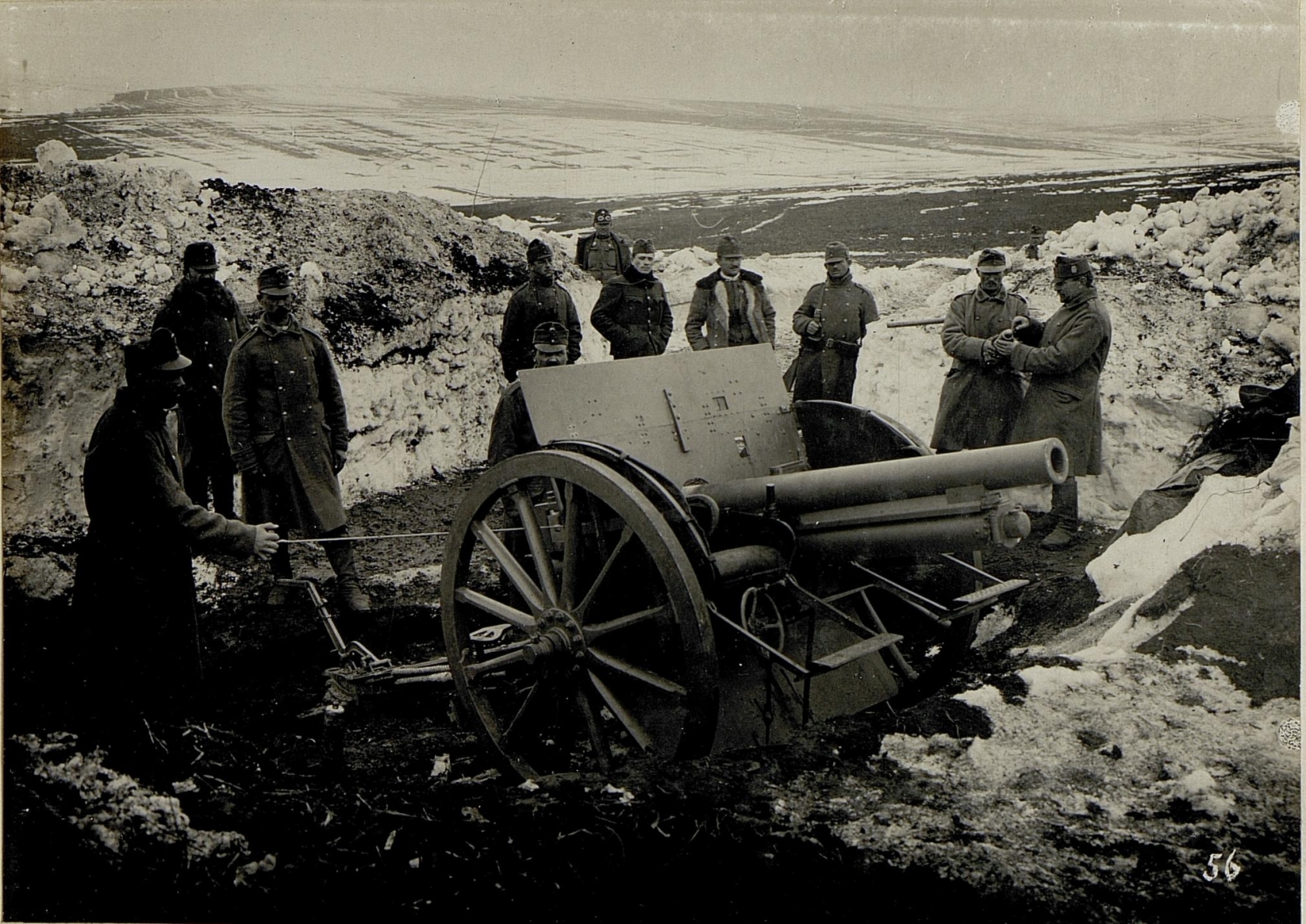
Die 8-cm-Feldkanone M. 05 gilt als das letzte Geschütz, das mit Stahlbronzerohr gebaut wurde.

Die Gemeinsame Armee war sehr an einer Modernisierung ihrer Artillerie interessiert, hatte doch der Deutsch-Französische Krieg in den Jahren 1870 und 1871 gezeigt, dass das französische Geschütze aus Geschützbronze, den deutschen Geschützen aus Stahl deutlich unterlegen war. Da die Industrie in Österreich-Ungarn nicht in der Lage war Stahlrohrkanonen herzustellen, lud man 1873 die Firma Krupp ein und ließ sich die modernsten Geschütze zeigen. Eine Anschaffung von Krupp-Geschützen wurde diskutiert. Artur Maximilian von Bylandt-Rheidt empfahl die Anschaffung der Krupp-Kanonen. Daniel von Salis-Soglio berichtet, dass das die Mehrheit im Entscheidungskomitee sich für die Krupp-Kanonen entschieden hätte.
Stattdessen entschied man sich für die Stahlbronze von Uchatius. Kriegsminister Alexander von Koller hatte sich für die Stahlbronze eingesetzt. Für die Führung war entscheidend, dass die Armee unabhängig von ausländischen Produzenten war. Uchatius konnte anhand von Tests zeigen, dass seine Rohre aus Stahlbronze den Stahlrohren gegenüber ebenbürtig waren. Im Vergleich zu früheren Bronzerohren war dies eine deutliche Verbesserung. Gleichzeitig habe die Verwendung von Stahlbronze einen erheblichen Kostenvorteil gehabt, so hätten die Kosten nur rund 30 % eines Krupp-Stahlrohrs betragen. Dennoch gab es Nachteile, so kritisierte man damals an den Kanonen von Uchatius das hohe Gewicht. Der Historiker Christian Ortner folgte hieraus, dass die Stahlbronze-Geschütze in den 1870er und 1880er Jahren Stand der Technik gewesen waren. Die Stahlbronze wurde als Endpunkt in der Entwicklung der Bronzerohre angesehen, während einschränkend angemerkt wurde, dass die konkurrierende Stahlrohrentwicklung erst am Anfang stehen würde.
Uchatius' Erfindung galt als großer Wurf. Die Aussicht, eine vom Ausland unabhängige Produktion von Geschützen zu haben, die auch deutlich günstiger waren, faszinierte und wurde in den Zeitungen sehr beworben. In einigen Artikel wurde die Stahlbronze sogar als Stahl überlegen dargestellt. In die Verbesserung und Verfeinerung des Verfahrens wurden große Summen investiert. Es wurde u. a. damit geworben, dass Bronze deutlich weniger wetteranfällig sei als Stahl. So könnten Stahlbronze-Kanonen das ganze Jahr draußen stehen im Gegensatz zu Stahlrohr-Kanonen, die rosten würden. Es wurde darauf verwiesen, dass alte Bronzerohre im Gegensatz zu Stahlrohren einfach umgeschmolzen und wiederverwertet werden können. Auch wurde die Technik der Stahlrohre in einigen Ländern unzureichend beherrscht. Es war bekannt, dass Großbritannien jedes Jahr eine vergleichsweise hohe Anzahl von Rohrexplosionen bei seinen Stahlrohren hatte, die zu großen Schäden an Mensch und Material verursachten. Österreich-Ungarn hatte hingegen bei seinen Stahlbronze-Rohren überhaupt keine derartigen Fälle zu verzeichnen und beherrschte die Technik. Versuche hatten ergeben, dass die Rohre aus Stahlbronze problemlos 4.000 Schuss ausgehalten hatten, ohne an Präzision einzubüßen
Pläne, aus der Uchatius-Bronze nicht nur leichte, sondern auch schwere 30,5 cm-Schiffsgeschütze herzustellen, wurden nicht realisiert; die Geschütze für die Kronprinz Erzherzog Rudolf wurden bei Krupp bestellt. Kurz nach dieser Entscheidung beging Uchatius im Jahre 1881 Selbstmord. Es wurde darüber spekuliert, dass verletztes Ehrgefühl wegen der Bestellung der Schiffsgeschütze bei Krupp Anlass für die Selbsttötung war.
Als im Jahr 1905 über die Neubeschaffung eines 75-mm-Geschützes entschieden wurde, wurde gegen das von Skoda vorgeschlagene 7,5-cm-Feldkanone M. 12 entschieden. Alfred von Kropatschek soll sich gegen Skoda ausgesprochen haben. Stattdessen wurde das 8-cm-Feldkanone M. 05 mit einem Rohr aus Schmiedebronze ausgewählt. Dieses Geschütz war dann auch das letzte Geschütz, das mit einem Bronzerohr konstruiert wurde.

#### Einsatz in Bosnien im Jahr 1878
Im Einsatz während des Okkupationsfeldzugs in Bosnien im Jahr 1878 hinterließen die Stahlbronze-Geschütze eine gute Figur. Als Kritikpunkt wurde das hohe Gewicht bemängelt. Gerade in bergigen Regionen war der Transport schwierig. Die Leistungen der Geschütze im Krieg wurden aber durchweg gelobt.

#### Einsatz im Ersten Weltkrieg 1914
Im Ersten Weltkrieg setzte Österreich-Ungarn vielfach Geschütze mit einem bis zu 40 Jahre älteren Entwicklungsstand als jener seiner Gegner ein. So waren die Einheiten zum großen Teil mit veraltetem Geschützmaterial ohne Rohrrücklauf ausgerüstet.
Im Serbienfeldzug 1914 galt z. B. die 7-cm-Gebirgskanone M. 75 den französischen Geschützen wie der Canon de 75 mm modèle 1912 Schneider als deutlich unterlegen. Um nicht völlig unterlegen zu sein forderte Oskar Potiorek Geschütze der Reihe 12-cm-Kanone M. 80 an. Auch im Vergleich mit der russischen Artillerie zeigten sich Probleme, so war die 10-cm-Feldhaubitze M. 99 der Haubitze 122 mm M1910 (122-мм гаубица обр. 1910 гг.) hinsichtlich der Reichweite unterlegen. 
Stahlbronze wird als ein Faktor für Unterlegenheit der österreichischen Artillerie im Ersten Weltkrieg angesehen. Die Reichweitensteigerung der Geschütze im Krieg erfolgte in erster Linie durch die Verwendung verbesserter Munition. Die neue Munition erzeugte einen höheren Gasdruck, dem die Stahlbronze-Rohre nicht gewachsen waren.

### Weitere Nutzer
Da um 1870 nur Krupp und Hersteller in Großbritannien in der Lage waren Stahlrohre zu fertigen, bemühten sich verschiedene Nationen, Geschütze aus verbesserter Hartbronze zu fertigen. Für die Firma Krupp bedeutete der Erfolg der Stahlbronze in den 1880er Jahren eine wirtschaftliche Schlappe, so gingen die Aufträge für moderne Krupp Geschütze deutlich zurück.

#### Deutschland
In Deutschland war man sehr interessiert an den Innovationen von Uchatius und wollte herausbekommen, wie sich diese im Vergleich mit den Krupp-Kanonen schlugen. 1877 war es zwei preußischen Offizieren gelungen, zwei leitende Mitarbeiter von Uchatius abzuwerben. Man baute daraufhin in Spandau zwei Kanonen aus Uchatiusbronze mit dem Kaliber 120 mm nach. Bei intensiven Tests versagte einer der beiden Kanonen recht schnell, die andere Kanone konnte sich durchaus bewähren. Aufgrund der gemachten Erfahrungen wurde die Technik nicht weiter verfolgt.

#### Niederlande
Die Niederländer bauten für ihre Marine eine 7,5-cm-Bootskanone aus Hartbronze.

#### Italien
Unter Leitung von Oberst Rosset ließ Italien 1874 auch Geschütze mit Stahlbronzerohr bauen. Rosset stellte 1874 sein Verfahren in dem Buch "Esperienze mechaniche sulla resistenza dei principali metalli da bocce di fuoco" vor. Umgesetzt wurde es bei der Gebirgskanone M.74 mit 12 cm, sowie den 9- und 21-cm-Mörser.

#### Spanien
Auch Spanien war sehr interessiert an der Stahlbronze und veranstaltete Vergleichstests mit Krupp-Kanonen. Im Ergebnis waren die Stahlkanonen von Krupp und die Uchatius-Stahlbronze-Kanonen ähnlich leistungsfähig. Man baute ab 1878 Kanonen aus Stahlbronze. Anfangs baute man nur 8- und 9-cm-Kanonen, später auch 12- und 15-cm-Kanonen, sowie einen 21-cm-Mörser. Die Spanier gaben aber die weitere Entwicklung mit Entdeckung raucharmer Treibladungspulver auf und widmeten sich in der Folge nur noch Stahlrohrkanonen.

## Weiteres
- Bei der Österreichisch-Ungarische Nordpolexpedition wurde die Mannschaft mit speziell angefertigten Waffen aus Uchatiusbronze ausgestattet. Man wollte Störungen von nautischen Instrumenten vermeiden.[45]
- Joseph Uchatius, der Bruder von Uchatius schrieb zu Ehren der Erfindung der Stahlbronze ein Lied mit dem Titel „Das Lied vom Uchatius“.[46]